# Laetitia Bica
Pour les articles homonymes, voir Bica.
Laetitia Bica est une photographe belge, née à Liège en 1981. Elle vit actuellement à Bruxelles.

## Biographie
Née à Liège en 1981, Laetitia Bica a étudié la photographie à l'Institut des Beaux Arts Saint-Luc à Liège.
En 2014, Laetitia Bica sort sa première monographie, First, publiée en Belgique aux éditions du Caïd. Cet ouvrage rassemble plusieurs années de recherches visuelles et artistiques, de ses portraits aux photos de mode, en passant par des travaux plus personnels. Le livre est accompagné d’un texte sur la transgression et le rire, par Jeffrey Tallane.
Laetitia Bica aborde dans son travail différents thèmes qui lui sont chers : la dissimulation, le mimétisme, le voyage, l’identité ou la musique. Elle envisage la photographie comme un processus dialogique et utilise son appareil photographique pour brouiller les frontières,.
Le travail de Laetitia Bica allie différents secteurs artistiques tels que la musique, la mode, le cinéma et la danse. Très proches des artistes dont elle tire le portrait, Laetitia Bica parvient à mettre en scène, de façon humoristique, douce et poétique, les créateurs qui l'entourent.
Laetitia Bica a photographié de nombreux artistes belges tels que Stromae, François Damiens, Bouli Lanners et Matthias Schoenaerts. Elle photographie sans distinction les nommés à Cannes et les rockers du Créahm,.

## Prix et récompenses
- 2007 : Prix Culturel Coup d'Éclat, décerné par la province de Liège, Belgique

## Expositions

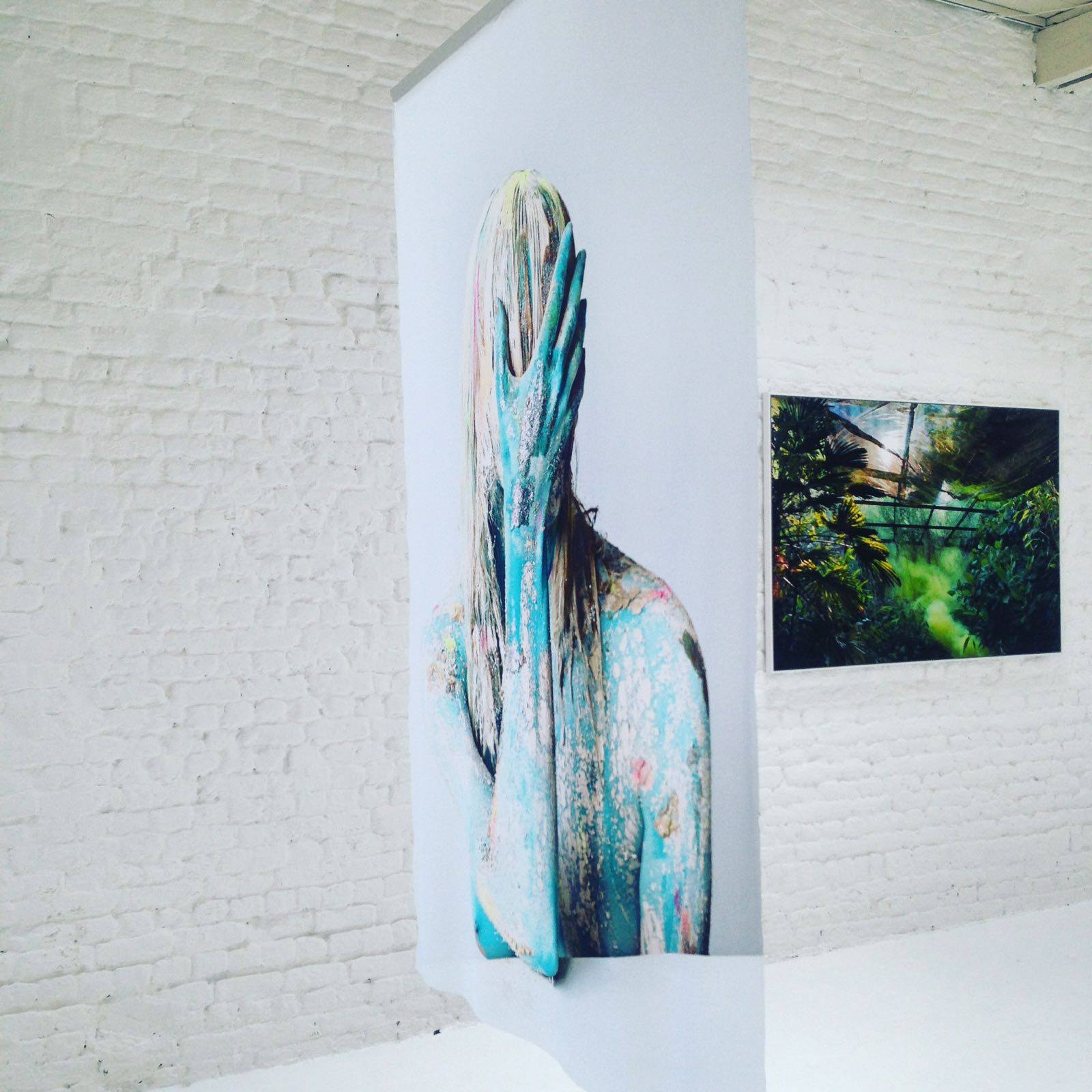
Exposition des photographies de Laetitia Bica, Common Land, 2017, à La Maison d'Art Actuel des Chartreux (MAAC), Bruxelles, Belgique.

- 2012 : Bates Motel, exposition collective à la SPACE (Société publique d′Art contemporain-Europe), Féronstrée 116, Liège, Belgique
- 2013 : Madifesto, exposition collective sur les métiers de la mode à la Centrale for Contemporary Art (La Centrale Électrique), Bruxelles, Belgique
- 2013 : Asvoff - Special Arrrgh! Monsters in Fashion, Gaîté-Lyrique, Paris, France
- 2013 : Rencontres photographique de Arles voix off, Arles, France
- 2014 : Showroom (les belges), Espace Wallonie de Bruxelles, Belgique
- 2014 : Till we drop, projection vidéo avec le designer Jean-Paul Lespagnard pour la Galerie ds galeries, Paris, France
- 2014 : Fabryka grafiki - prints (now), Toruń, Pologne
- 2015 : De l'intime, Centre Culturel de Marchin, Belgique
- 2015 : Burning issues, 10e Biennale Internationale de Gravure Contemporaine, ESA Saint-Luc B9 Liège, Belgique
- 2015 : Noir chantilly, féminisme(s), Châtaigneraie, Flémalle, Belgique
- 2017 : Common Land, Maac, Bruxelles, Belgique
- 2025 : Come As You Are, MAD, Bruxelles, Belgique